# LXXXVI. Armeekorps
LXXXVI. Armeekorps var en tysk armékår under andra världskriget. Kåren organiserades den 19 november 1942.

## Dagen D

### Organisation
Armékårens organisation den 12 juni 1944:
- 276. Infanterie-Division
- 159. Infanterie-Division

## Befälhavare
Kårens befälhavare:
- General der Infanterie Bruno Bieler 19 november 1942 - 28 augusti 1943
- General der Infanterie Hans von Obstfelder  28 augusti 1943 – 30 november 1944
- General der Infanterie Carl Püchler  30 november 1944 – 17 december 1944
- General der Infanterie Erich Straube  17 december 1944 – 28 april 1945

Stabschef:
- Oberst Hellmuth von Wissmann  23 november 1942 – 15 december 1944
- Oberst Ludwig Zoeller  15 december 1944 – 15 april 1945
- Oberst  Weller  15 april 1945 – 28 april 1945